# C.D. Fritzsch
Claudius Ditlev Fritzsch eller Claus Detlev Fritzsch (født 10. juni 1765 i Kiel, død 27. november 1841 i København) var en dansk kunstmaler.
Fritzsch besøgte Kunstakademiet i København fra 1786 og vandt 1790 den mindre sølvmedalje der. Han dyrkede i starten især vandfarvemaleriet, så vel akvarel som gouache, men gik dog snart over til oliemaleriet. Da han som blomstermaler ikke kunne få det stipendium, Akademiet havde at bortgive, er der grund til at tro, at han i 1796 eller 1797 har haft en kongelig understøttelse, i det mindste til en mindre rejse, da en sådan var krævet for at kunne antages til medlem, og 1797 agreeredes (godkendtes) han til at gøre medlemsstykker.
Disse, som blev bestemt til at være to blomsterstykker i gouache, var dog først færdige til at forevises for Akademiet i 1806. Det var nu to blomsterstykker i oliemaleri, der vakte en sådan opmærksomhed, at han med fuld enstemmighed blev optaget til medlem. 
Hans liv forløb uden større ydre begivenheder, men foregik i venskabelig omgang med andre kunstnere, især af den tyske kreds; dog nævnes han som ungdomsven af Bertel Thorvaldsen. Han fik medlemsbolig på Charlottenborg 1817 og døde dér ugift den 27. november 1841. Han nød stor anseelse for sine blomsterbilleder. Foruden hans arbejder for at blive medlem af akademiet er kun et par billeder, der tilhører Den Kongelige Malerisamling, offentlig tilgængelige.

## Billeder
| - Værker af C.D. Fritzsch - En let rørkurv med blomster, 1808 - Blomsterstykke, 1812 - Opstilling med meloner, ferskner, druer og kirsebær, 1819 - Frugtguirlande, 1824 - Nature morte med jagtsymboler. Ml. 1783 og 1841 - Nature morte (samme med anden farvejustering) - En porfyrvase med Cactus grandiflora og andre blomster. Ml. 1780 og 1835 - En vase med blomster. Ml. 1780 og 1841 |